# Andriej Frołow
Andriej Frołow (ur. 24 stycznia 1985 w Orenburgu) – rosyjski piłkarz ręczny grający na pozycji rozgrywającego, zawodnik Nielby Wągrowiec. Wcześniej grał w Orlen Wiśle Płock i Kaustiku Wołgograd.
Zawodnik Wisły w latach 2002–2006 i od 1 lipca 2008 roku.

## Mecze zWisłą
- sezon 2002/2003 – 0 meczów/0 bramek
- sezon 2003/2004 – 0 meczów/0 bramek
- sezon 2004/2005 – 0 meczów/0 bramek
- sezon 2005/2006 – 0 meczów/0 bramek
- sezon 2008/2009 – 18 meczów/23 bramki
- Łącznie – 18 meczów/23 bramki